# Беберібі (річка)
Беберібі (порт. Rio Beberibe) — річка у бразильському штаті Пернамбуку. Річка починається на території муніципалітету Камаражібі у місці злиття річок Араса і Пакас та зливається з річкою Капібарібі в центрі міста Ресіфі безпосередньо перед впадінням у Атлантичний океан. Довжина річки 19-23 км, площа басейну — 79-81 км², цілком на території міської агломерації Ресіфі.